# Helena Pachón Luengo
Helena Pachón Luengo (Sevilla, 6 de marzo de 1965) es una gestora cultural , bailaora y profesora de Baile Flamenco. 
Titulada en la Carrera de Danza por el Conservatorio de Sevilla, estudió en la Escuela de Matilde Coral durante 10 años.
Cursos profesionales con los Maestros El Mimbre, Rafael El Negro,Carmen Montiel, Manolo Marín, El Farruco, Mario Maya, Paco Romero, La Farruca, Carmelilla Montoya, Milagros Menjibar, Beatriz Martín, Javier Latorre, Antonio El Pipa, Carmen Ledesma, Farruquito, Pepe Torres,...

## Experiencia profesional
Grupo Experimental de Danza (1.981-1.983). Dirigido por Manolo Valdivia con actuaciones por toda España.
Grupo de Teatro "La Cuadra de Sevilla" (1986-1988). Dirigido por Salvador Távora, en el espectáculo "Las Bacantes" de Eurípides, con Manuela Vargas, y con actuaciones en:
- Teatro Álvarez Quintero (Sevilla)
- Teatro Español (Madrid)
- Teatro Romea (Barcelona)
- Casa de la Cultura (Lebrija)
- Téatre de la Cultura (Burdeos, Francia)
- Newman Theatre (New York)
- Paramount Theatre (San Francisco, C.A.)
- Teatro del Bosque (México D.F.)
- Teatro Esperanza (Tabasco. México)
Escuela de Baile Andaluz "Algarabía" (1989-1990). Dirigida por Matilde Coral y Juan Morilla, con actuaciones por la Comunidad Andaluza en colaboración con la Junta de Andalucía.
VI Bienal de Flamenco de Sevilla (1990). Actuación en "Maestro del Baile" interpretando por Alegrías "Casida de las Palomas Oscuras", coreografiado por Matilde Coral.
Londres (1990-1991). Actuaciones en los principales tablaos flamencos de la ciudad: Costa y Mouriños. Intervención en los eventos culturales organizados por las Peñas Flamencas londinenses, así como por la Universidad de Oxford.
Grupo Romero San Juan (1991). Actuaciones con el grupo del cantautor en la Costa del Sol, Sala Faralaes de Madrid, Barcelona, Milán y Roma con la organización de EXPO’92. Espectáculo retransmitido por las cadenas televisivas Canal Sur, R.T.V.A. y Telesur.
Espectáculo “Azabache” (1992). Dirigido por Gerardo Vera y coreografiado por Manolo Marín. Estrenado durante la EXPO’92 en el Auditorio de La Cartuja con la participación, entre otras, de Rocío Jurado, Juanita Reina, Nati Mistral e Imperio Argentina.
“Homenaje a Andalucía” (1992). Colaboración en el espectáculo representado en "El Palenque" (recinto de La Cartuja). Coreografiado por Manolo Marín.
Serie producida por Canal Sur Televisión "Buscando a Carmen". Intervención con el ballet de esta serie protagonizada por Javier Latorre y Carmen Vargas, bajo la dirección de Ramón Pareja y con coreografía de Javier Latorre.
VII Bienal de Flamenco de Sevilla. Participación en el espectáculo "...Y Sevilla" junto al grupo Salmarina, coreografiado por Manolo Marín, bajo la dirección de Diego Carrasco.
Programa "Feria '93" de R.T.V.E. Participación en el ballet con Chiquetete y Cantores de Híspalis. Coreografiado por Goyo Montero.
Serie "Cavilaciones" (agosto de 1993). Intervención en la producción televisiva de Pilar Távora sobre el flamenco. Coreografiado por Fany Murillo.
Ayudante de Producción en el espectáculo "Bodas de Gloria" (1994), película protagonizada por la Familia Farruco. Dirigida por Ricardo Pachón y producida por Canal Plus.
Coreógrafa y bailarina para el videoclip del cantante Hakim  (canción "Anabalina").
Participación como bailaora en la película "Yerma", dirigida por Pilar Távora y protagonizada por Irene Papas, Juan Diego y Aitana Sánchez.
Protagonista en Documental realizado por la T.V Australiana dedicado a Sevilla para la cadena Discovery Channel.
Documental de la T.V. Noruega realizado con motivo del Mundial de Atletismo Sevilla 1999, bailando con el campeón del Mundo de Atletismo Noruego (grabado en las instalaciones de mi Estudio de Baile).
Bailaora en el Tablao Sevillano Palacio Andaluz (mayo de 2001)
Coreógrafa y bailaora solista en la Gala de Estrellas Internacionales celebrada en la sala Ríos Reyna del Teatro "Teresa Carreño" de Caracas, Venezuela (23 de agosto de 2001)
Bailaora  solista en el espectáculo "Memorias", junto al bailaor Rafael Campallo, realizado en el Teatro Municipal de Valencia, Venezuela (13 y 14 de julio de 2001).
Bailaora solista y coreógrafa en el espectáculo "Mestizaje". Fusión de música venezolana con flamenco estrenado en París el 5 de noviembre de 2001 en el Salón du Chocolat, Carrousel du Louvre y en el teatro sede de la U.N.E.S.C.O en París.
Bailaora solista en el Faculty Concert del Taiwan Dance Festival, junto a primeras figuras internacionales de la danza (julio de 2002).
Bailaora solista en el espectáculo “Best Flamenco” dirigido por Yoko Komatsubara en su gira por Tokio entre el 31 de enero al 15 de febrero de 2004, junto a los bailaores Juan Ogalla, Marcos Vargas, Daniel Doña, entre otros.
Bailaora solista en el espectáculo “La Luna” estrenado el 2 de enero de 2005 en el Teatro Metropolitano de Taipéi , Taiwán. Junto a las bailarinas solistas Lian Ho y Chien-Ju Wang. Espectáculo que fusiona el ballet clásico , el contemporáneo y el flamenco.
Bailaora solista y coreógrafa en el espectáculo “Agua! Taller flamenco”  en que se presentaron los alumnos asistentes al taller de tres semanas impartido por Helena Pachón en enero de 2005.
Interpretación de "jaleos extremeños". Espacio: Galerías de la Escuela de Arte Dramático de Sevilla. Inauguración Mes de la Danza 4 de noviembre de 2013
Colaboración como bailaora invitada en el desfile de Complementos “Beatriz  Reina” en SIMOF 2013 en Fibes, Sevilla (31 de enero de 2013).
Producción ejecutiva para la discográfica Flamenco Vivo Records en las producciones:
- CD “Camarón en la Venta  Vargas” de Camarón de la Isla (2005)
- CDs Colección Nuevos Medios-Flamenco Vivo: La Niña de los Peines, Terremoto y Chocolate.
- CD “Perraterias” de Tomás de Perrate (2006)
- DVD “Bodas de Gloria” (reedición) (2005)
- DVD “El Ángel” musical flamenco de seis capítulos (reedición) (2006)
- CD “Alcalá en el recuerdo” para el Congreso Internacional de Flamenco celebrado en Alcalá de Guadaira (septiembre de 2006).
- CD “Live in Lisboa” de Pepe El Lusitano, P.Begines. (2007)- CDs Colección 5 CD para el Centro Andaluz de Flamenco: Naranjito de Triana, Terremoto,La Paquera,Chocolate y El Turronero. (2008)
- CD”Al Portal” Coro Parroquial Bormujos. (2011)
- CD “Legado de los Cantes de Cádiz” para el Bicentenario de la Constitución de Cádiz 1812. (2012)
Ayudante de dirección en el espectáculo “Perraterias” en el marco de la Bienal de Flamenco de Sevilla 2006.
Programa TV Belga junto a la presentadora Evy Gruyaert y bajo la dirección de Mario Mertens. Colaboración como profesora y bailaora. Sevilla y Jerez (junio de 2007)
Ayudante de Producción, dirección y Administradora en la productora "Flamenco Vivo Records S.L" desde 2001 al 2018:
-       Gestión de los derechos de autor ( SGAE ) , derechos de dirección artística ( AIE ) y liquidación de royalties (Compañías discográficas) de todas las producciones discográficas y audiovisuales dirigidas por Ricardo Pachón.
-       Producción ejecutiva y administración en los trabajos de catalogación, documentación y digitalización de los fondos sonoros del Archivo de Flamenco Vivo bajo el marco de convenio firmado en junio de 2005 con la Agencia Andaluza para el desarrollo del Flamenco y prorrogado en septiembre de 2006.
-       Producción ejecutiva de la edición discográfica novenal de una Colección de 5 CD de los artistas: Turronero, La Paquera, Terremoto, Chocolate y Naranjito de Triana para el Centro Andaluz de Flamenco de Jerez bajo el marco de convenio firmado con la Agencia Andaluza para el Desarrollo del Flamenco en febrero de 2008.
-       Producción ejecutiva y administración en los trabajos de catalogación, documentación y digitalización de los fondo audiovisuales del Archivo de Flamenco Vivo bajo convenio firmado en abril de 2009 por el director de la Agencia de Flamenco.
-     Organización, dirección y coordinación de las Jornadas "La transmisión vivencial gitana como clave del Flamenco " celebradas en la sede de la Fundación Valentín de Madariaga en Sevilla en septiembre de 2018.

## Experiencia docente
Dirección Académica, desde 1994 hasta la fecha, del Estudio Flamenco "Helena Pachón".
Clases Magistrales en la Escuela de Arte Dramático de Sevilla ESAD, invitada por la profesora Fany Murillo (mayo de 2002)
Cursos en el extranjero:
-       Londres: 89-91. Cursos de flamenco en diversas escuelas.
-       La Habana, Cuba. Clase Magistral al Ballet Español de La Habana (marzo de 1996)
-       Arhus, Dinamarca. Curso de flamenco organizado por la “Peña Flamenca La Caña”, dirigida por Maui Galán. Del 15 al 19 de abril de 2000.
-       Caracas, Venezuela. Dirección Académica de la "Escuela de Baile Tatiana Reyna" (2000-2002)
-      Venezuela. Cursos de flamenco en las mejores escuelas del País (Mérida,  Valencia, Maracay y   Caracas). 
-       Profesora Titular de Flamenco en el Taiwan Dance Festival (07 al 27 de julio de 2002) en la Universidad de Arte de Taipéi, Taiwán.
-       Arhus, Dinamarca: Curso de flamenco organizado por la “Peña Flamenca La Caña”. Del 12 al 16 de octubre de 2002.
-       Japón,Tokio : Clases particulares en febrero de 2004.
-       Taipei,Taiwán: Curso de tres semanas de duración con asistencia de 150 alumnos del 20 del 12 al 9 del 1 de 2005.
-       Damshui,Taiwán: Coreógrafa de la Compañía de Danza “Genio Dance”.
-       La Habana,Cuba: Clases magistrales al Ballet Español de Cuba (agosto de 2005).
-       Arhus,Dinamarca: Curso de flamenco organizado por la “Peña Flamenca La Caña”. Del 28 al 31 de junio de 2006.
-       Marruecos: Taller Flamenco “El Ángel” para los Institutos Cervantes de Rabat y Tetuán del 14 al 25 de junio de 2010. Tomás de Perrate al cante; Antonio Moya a la guitarra; Helena Pachón al baile y Ricardo Pachón conferenciante.
-       Colaboradora en España como profesora de baile para la Agencia de Viajes americana “Travel for teens” impartiendo cursos de iniciación al Flamenco para adolescentes desde el año 2007 a la actualidad.